# Kane (Pennsilvània)
Kane és una població dels Estats Units a l'estat de Pennsilvània. Segons el cens del 2000 tenia 4.126 habitants.

## Demografia
Segons el cens del 2000, Kane tenia 4.126 habitants, 1.766 habitatges, i 1.091 famílies. La densitat de població era de 1.021,2 habitants per quilòmetre quadrat.
Dels 1.766 habitatges en un 28,4% hi vivien nens de menys de 18 anys, en un 46,9% hi vivien parelles casades, en un 11,4% dones solteres, i en un 38,2% no eren unitats familiars. En el 34,4% dels habitatges hi vivien persones soles el 18,4% de les quals corresponia a persones de 65 anys o més que vivien soles. El nombre mitjà de persones vivint en cada habitatge era de 2,26 i el nombre mitjà de persones que vivien en cada família era de 2,91.
Per edats la població es repartia de la següent manera: un 23,1% tenia menys de 18 anys, un 7,6% entre 18 i 24, un 26,6% entre 25 i 44, un 21,9% de 45 a 60 i un 20,8% 65 anys o més.
L'edat mediana era de 40 anys. Per cada 100 dones de 18 o més anys hi havia 82,5 homes.
La renda mediana per habitatge era de 30.460 $ i la renda mediana per família de 38.672 $. Els homes tenien una renda mediana de 32.318 $ mentre que les dones 20.907 $. La renda per capita de la població era de 16.167 $. Entorn de l'11,1% de les famílies i el 13,1% de la població estaven per davall del llindar de pobresa.

## Poblacions més properes
El següent diagrama mostra les poblacions més properes.